# Oncidium cornigerum
Oncidium cornigerum es una especie de orquídea epifita originaria de Brasil y nordeste de Paraguay.

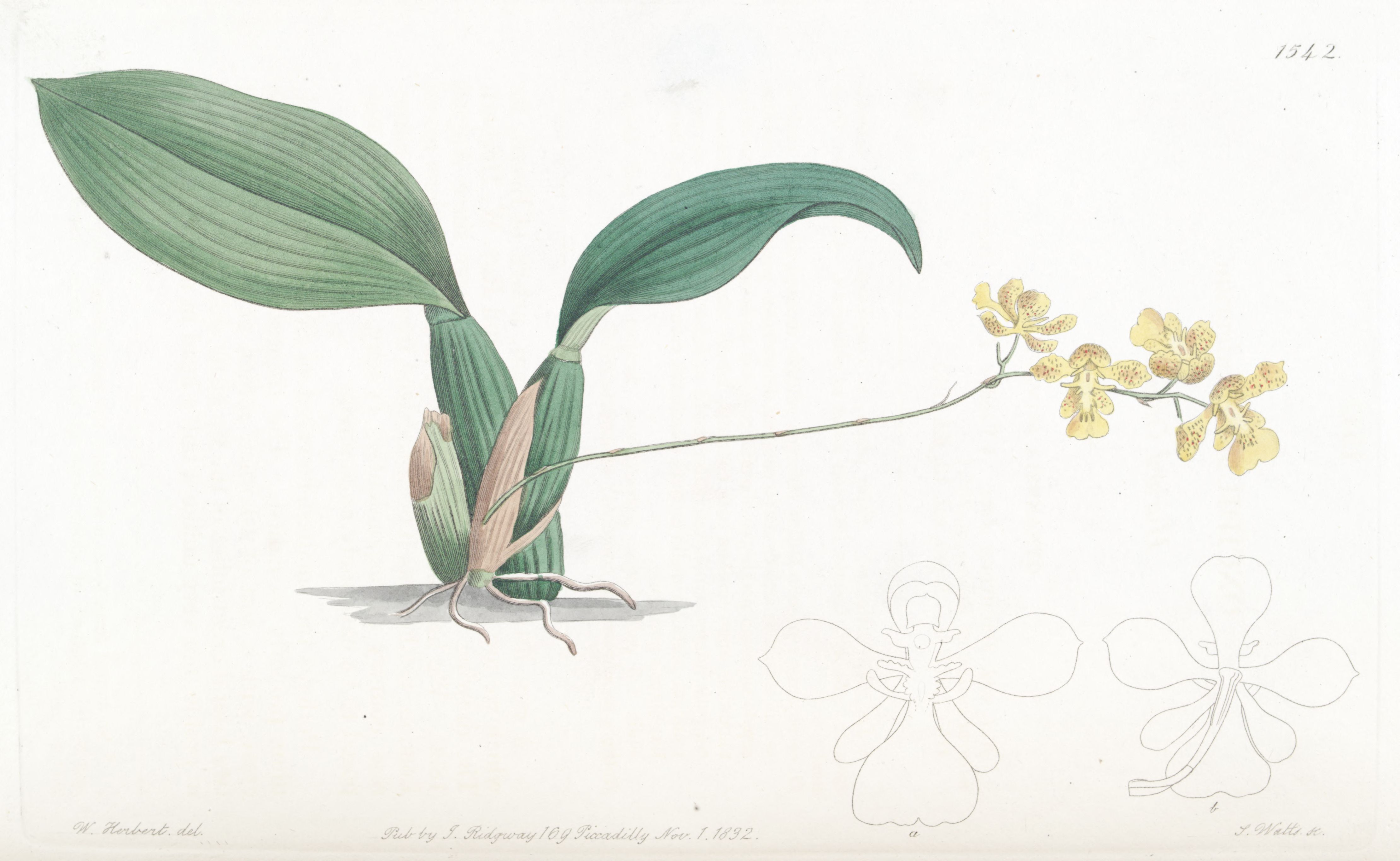
Ilustración

## Descripción
Es una orquídea de pequeño tamaño con hábitos de epífitas con pseudobulbos estrechamente agrupados, de color oscuro verde, con forma de cigarro a cilíndrico, acanalados longitudinalmente y rugosos. Tienen  una sola hoja, apical y aguda con una nervadura central pronunciada. Florece  en una inflorescencia basal arqueada de 75 cm de largo con hasta  80 flores en forma de taza. La floración se produce en el verano y el invierno.

## Distribución y hábitat
Se encuentra en Espírito Santo hacia el sur hasta Río Grande del Sur de Brasil y Paraguay bajo los árboles cubiertos de musgo en la montaña, en los bosques sombríos, cerca de arroyos y ríos a altitudes de 50 a 1200 metros.

## Taxonomía
Oncidium cornigerum fue descrita por John Lindley  y publicado en Edwards's Botanical Register 18: t. 1542. 1833.
Etimología
Ver: Oncidium, Etimología
cornigerum: epíteto latíno que significa "como un cuerno".
Sinonimia
- Gomesa chrysorhapis (Rchb.f.) M.W.Chase & N.H.Williams
- Gomesa cornigera (Lindl.) M.W.Chase & N.H.Williams
- Oncidium chrysorhapis Rchb.f. (1888)
- Baptistonia cornigera (Lindl.) Chiron & V.P. Castro (2004)[3][4][5]